# Medaljfördelning vid European Youth Winter Olympic Festival 2009
Detta är medaljfördelningen vid European Youth Winter Olympic Festival 2009 som hölls i Övre Schlesien, Polen.

## Tabellen
Ländernas placering i listan avgörs av:
1. Antal guldmedaljer.
2. Antal silvermedaljer.
3. Antal bronsmedaljer.
4. Bokstavsordning (förändrar dock inte landets ranking).

| Pl. | Nation         | Guld | Silver | Brons | Totalt |
| --- | -------------- | ---- | ------ | ----- | ------ |
| 1   | Ryssland       | 5    | 2      | 4     | 11     |
| 2   | Tyskland       | 4    | 7      | 4     | 15     |
| 3   | Österrike      | 4    | 4      | 1     | 9      |
| 4   | Finland        | 4    | 0      | 2     | 6      |
| 5   | Norge          | 3    | 4      | 6     | 13     |
| 6   | Schweiz        | 3    | 3      | 5     | 11     |
| 7   | Sverige        | 2    | 3      | 1     | 6      |
| 8   | Slovenien      | 2    | 0      | 2     | 4      |
| 9   | Polen          | 1    | 2      | 1     | 4      |
| 10  | Frankrike      | 1    | 1      | 2     | 4      |
| 11  | Storbritannien | 1    | 1      | 0     | 2      |
| 12  | Estland        | 1    | 0      | 0     | 1      |
| 13  | Ukraina        | 0    | 2      | 0     | 2      |
| 14  | Tjeckien       | 0    | 1      | 1     | 2      |
| 15  | Bulgarien      | 0    | 1      | 0     | 1      |
| 16  | Danmark        | 0    | 0      | 1     | 1      |
| 16  | Lettland       | 0    | 0      | 1     | 1      |